# Luc Barthelet
Luc Barthelet (Francia, 1962), ex vicepresidente ejecutivo de Electronic Arts, ex director general de Maxis y director ejecutivo de Tirnua Inc.
Estudió ingeniería, y posteriormente desarrolla su primer software comercial. Dicho software fue adquirido por EA en 1988, y durante ese período realiza otros proyectos, hasta que en 1997 EA le comunicó que debe asumir el cargo de director general de Maxis, que por aquel entonces fue adquirida por EA tras arrastrar durante unos meses graves problemas económicos. Con su llegada a la gerencia del estudio canceló el famoso SimCity 3000 en 3D y desarrolló uno nuevo en 2D, que salió en 1999. Contó con el talento de Lucy Bradshaw para terminar de manera exitosa la tercera entrega de SimCity.
Años más tarde participó de manera bastante amplia en videojuegos como Los Sims, Los Sims 2, Los Sims Online, SimCity 4 o los cancelados SimsVille y SimMars.
Luc es también usuario de Mathematica y administra la primera wiki de este sistema de programación.
En enero de 2004 confirmó en una cadena de televisión que había comenzado a preparar el desarrollo de SimCity 5. Sin embargo, el proyecto de ese nuevo SimCity cambió de rumbo y Rod Humble, de la The Sims Division, encargó a un estudio independiente su desarrollo. Un año después comunicó a los fanes, con los que siempre ha estado muy comunicativo por los foros oficiales, que abandona Maxis. Meses antes, el estudio había sufrido una fuerte reestructuración, incluyendo su traslado principal a la sede central de EA en Reedwood City, donde Luc fue readmitido.
Puso a trabajar a un equipo de personas en la reconstrucción de Los Sims Online. En principio, la idea era crear una nueva ciudad (TSO-E), pero finalmente han decidido mejorar más aspectos del juego. En 2008 planean que las casas del juego tengan un aspecto similar a las de Los Sims 2, pero Electronic Arts acabó cancelando el proyecto.
En mayo de 2008 presenta su dimisión a la directiva de Electronic Arts y funda Tirnua Inc, donde seguirá intentando crear un nuevo mundo virtual, uno de sus grandes retos. 
Con este nuevo proyecto regresa a sus orígenes como jefe de su propia compañía.